# آرش روشنی‌پور
آرش روشنی‌پور (زاده ۲۵ فوریهٔ ۱۹۸۸) یک بازیکن فوتبال اهل ایران است.در فصل ۲۰۱۶و ۲۰۱۷ در تیم شهرداری تبریز مشغول میباشد